# Ноћ страве
Ноћ страве (енгл. Fright Night), у Србији познат и под насловом Мој сусед је вампир је амерички хорор филм из 1985. режисера и сценаристе Тома Холанда са Родијем Макдауалом, Вилијамом Рагсдејлом, Крисом Сарандоном, Амандом Бирс и Стивеном Геофријем у главним улогама. Филм је награђен с 3 Награде Сатурн, и то за најбољи хорор филм, за најбољи сценарио и за најбољег споредног глумца (Роди Макдауал), као и са Фантоспоро и Fantastic Film Festival наградама.
Филм је добио доста позитивних критика и постао култни класик. 3 године касније добио је наставак под насловом Ноћ страве 2, који представља и наставак приче о главним ликовима из овог филма. 2011. снимљен је римејк филма под истим насловом, а 2 године касније и његов наставак, Ноћ страве 2: Нова крв, те је тако овај филм започео франшизу коју за сада чине 4 филма, а најављено је и могуће снимање 5. филма, који ће представљати наставак прва 2 оригинална филма.

## Радња
На почетку филма дечак по имену, Чарли Брустор, сазнаје да је добио нове суседе. Када на ТВ-у чује, како су у његовој близини почела да се дешавају бројна убиства почиње да сумња да је убица његов комшија, јер је видео неколико жртава како улазе у његову кућу ноћ пре него што су убијене. Шпијунирајући свог новог комшију, Џерија, Чарли сазнаје не само то да је он убица, већ и да је вампир. Међутим, Џери га угледа како га шпијунира и одређује га за своју прву следећу жртву.
Чарли почиње да паничи и одлучује да пре мрака оде и забоде Џерију колац у срце. Како би га разуверили, његова девојка Ејми, и најбољи пријатељ Ед, унајмљују Питера Винсента, који води ТВ шоу, Fright Night у коме убија вампире, како би доказали Чарлију да Џери није вампире. Они се унапред договоре да дају Џерију обичну воду уместо свете водице и тако разувере Чарлија. Међутим, ствари се закомпликују када Питер уочи да Џери нема одраза у огледалу.
Џери и његов помоћник Били, одлучују да убију свих четворо пре зоре, а Питер је пред тешком одлуком, да ли да побегне главом без обзира или помогне Чарлију и његовим пријатељима. Ипак, Питер успева да савлада своје страхове и у коначном обрачуну с вампиром, Џеријем, он му забада колац у срце, а потом поломи све затамљене прозоре у његовом подруму чиме га излаже сунчевој светлости која је за вампире фатална

## Улоге
| Глумац           | Улога                                |
| ---------------- | ------------------------------------ |
| Роди Макдауал    | Питер Винсент „Велики убица вампира” |
| Вилијам Рагсдејл | Чарлс „Чарли” Брустор                |
| Крис Сарандон    | Џери Денбриџ                         |
| Аманда Бирс      | Ејми Питерсон                        |
| Стивен Геофри    | Едвард „Ед” Томпсон - „Зло”          |
| Џонатан Старк    | Били Кол                             |
| Дороти Филдинг   | Џуди Брустор                         |
| Арт Еванс        | детектив Ленокс                      |